# Thimphu City FC
El Thimphu City es un club de fútbol de Bután, de la ciudad de Timbu. Fue fundado en el 2011 y actualmente juega en la Liga Nacional de Bután, el nivel más alto de Bután, en la quedaron subcampeones en el 2011, 2012, 2013 y 2014 y se consagraron campeones por primera vez en el 2016.

## Historia
Originalmente fue fundado en el 2011 como Zimdra FC. Thimphu City es uno de los nuevos equipos que compiten en la Liga Nacional de Bután. Su primera participación registrada en la máxima categoría del fútbol de Bután fue en el 2011, cuando terminaron subcampeones en el campeonato que ganó Yeedzin.

## Logros
- Liga Timbú
  - Campeones: 2016, 2017
  - Subcampeones: 2011, 2012, 2013 y 2014
- Liga Nacional de Bután
  - Campeones: 2016, 2020

## Participación en competiciones de la AFC
| Temporada | Torneo  | Ronda        | Club          | Casa | Visita | Global |
| --------- | ------- | ------------ | ------------- | ---- | ------ | ------ |
| 2017      | AFC Cup | Preliminar   | Club Valencia | 0–0  | 0–3    | 0–3    |
| 2021      | AFC Cup | Preliminar 1 | Eagles        | 0–2  | 0–2    | 0–2    |